# Pontiac Chieftain
De Pontiac Chieftain is een automodel van het Amerikaanse automerk Pontiac dat verkocht werd van 1949 tot 1958. De Chieftain was samen met de Streamliner het eerste nieuwe ontwerp van Pontiac na de Tweede Wereldoorlog. Eerdere naoorlogse auto's waren modellen uit 1942 met kleine aanpassingen.
Er werden drie generaties geproduceerd:
- De eerste generatie (1949-1954) was gebouwd op het A-body onderstel en was te koop in vijf types: twee- of vierdeurs sedan, tweedeurs coupé, tweedeurs hardtop, tweedeurs cabriolet en vierdeurs stationwagen. Er was keuze uit twee motoren: een 3,9-liter zescilinder-in-lijn of een 4,4-liter achtcilinder-in-lijn.
- De tweede generatie (1955-1957) was eveneens gebouwd op het A-body onderstel en was verkrijgbaar in drie types: twee- of vierdeurs sedan, twee- of vierdeurs hardtop en twee- of vierdeurs stationwagen. Deze generatie werd aangedreven door een V8-motor met een cilinderinhoud van 4,7-, 5,2- of 5,7-liter. De luxe-uitvoering van de Chieftain werd verkocht als de Pontiac Super Chief.
- De derde generatie (1958) was gebouwd op het B-body onderstel en was verkrijgbaar in dezelfde drie types als de tweede generatie. De cilinderinhoud van de V8-motor werd verhoogd tot 6,1 liter.

## Galerij

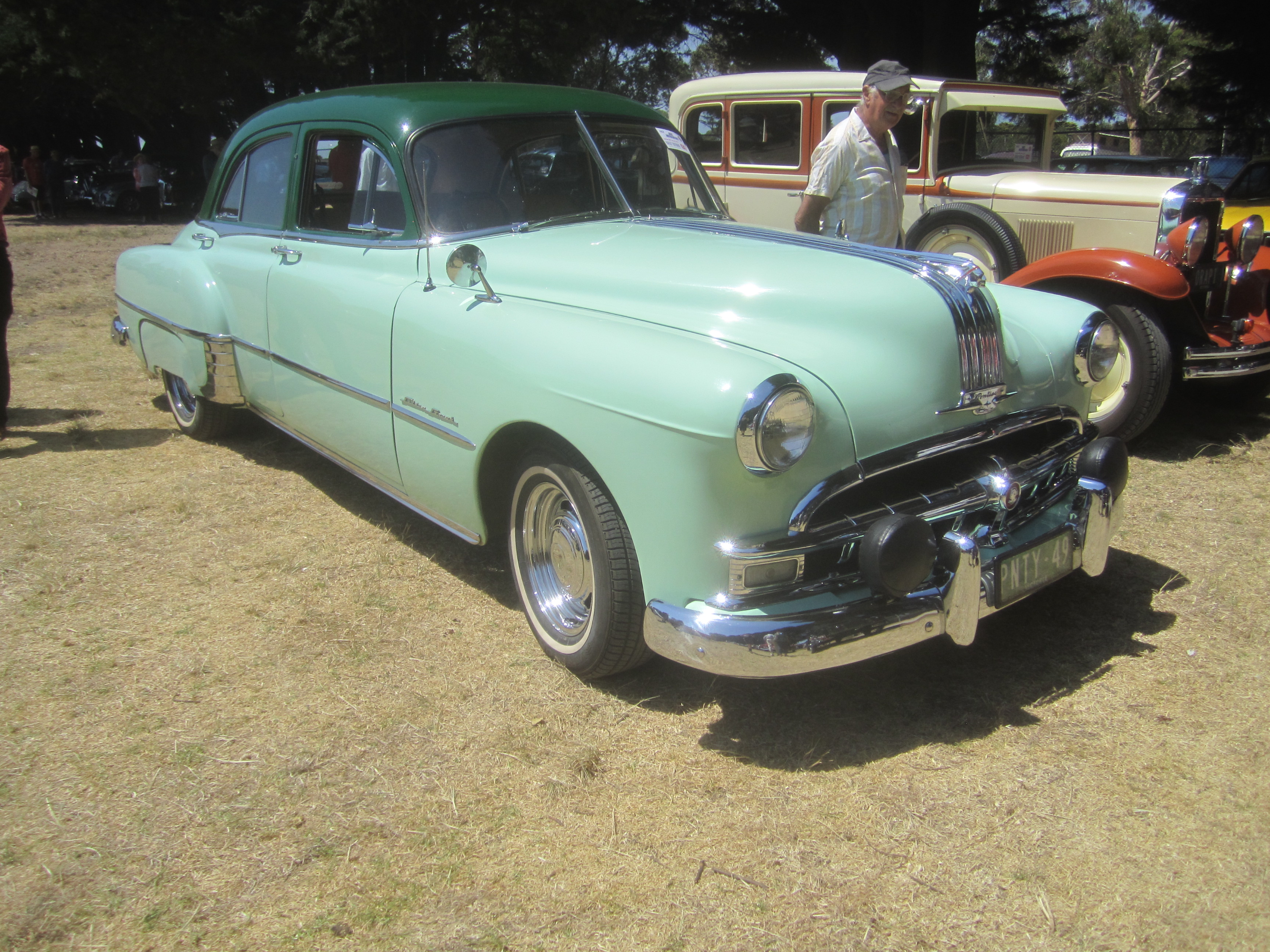
Eerste generatie: Pontiac Chieftain De Luxe vierdeurs sedan uit 1949
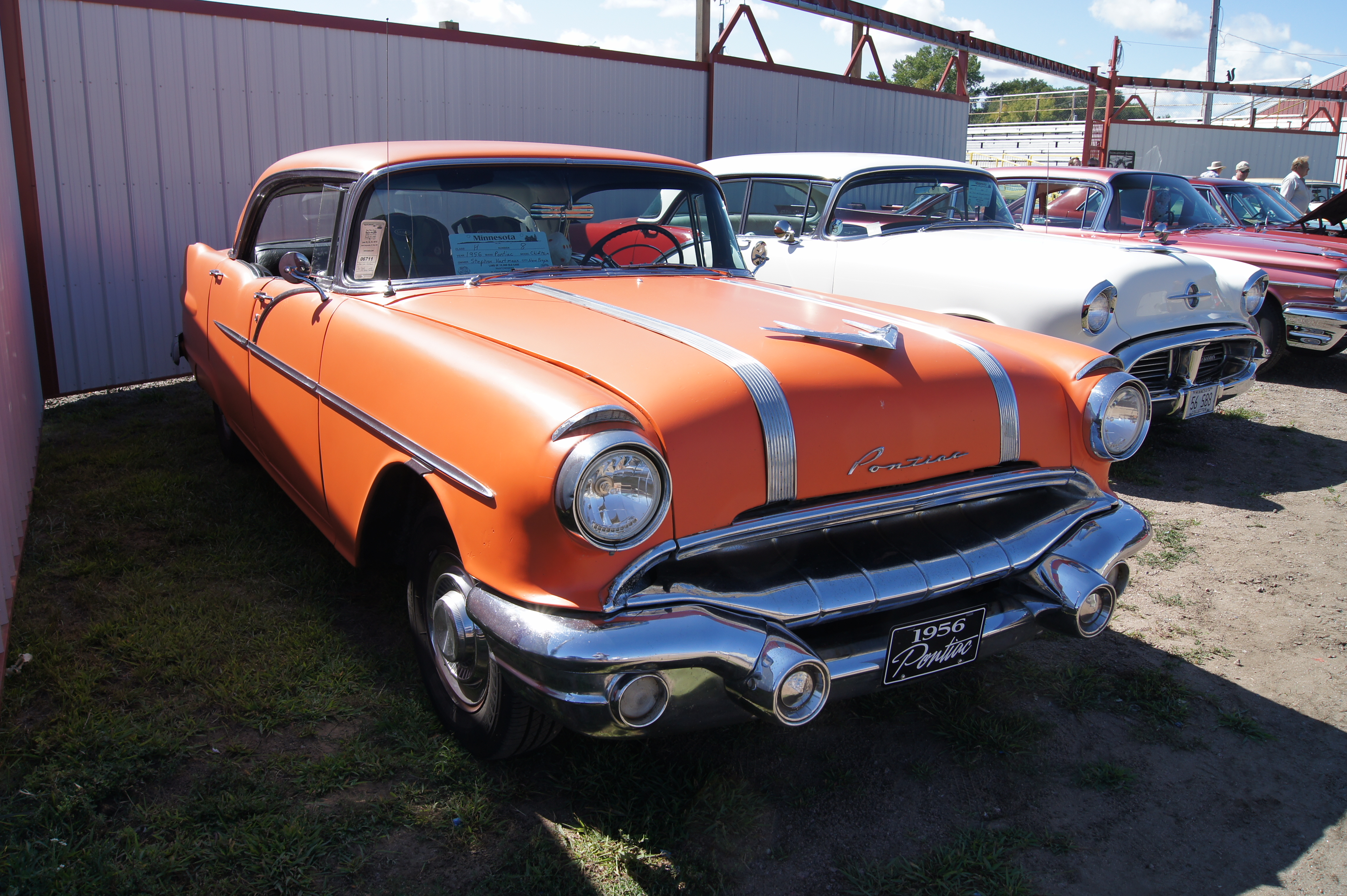
Tweede generatie: Pontiac Chieftain vierdeurs Catalina uit 1956
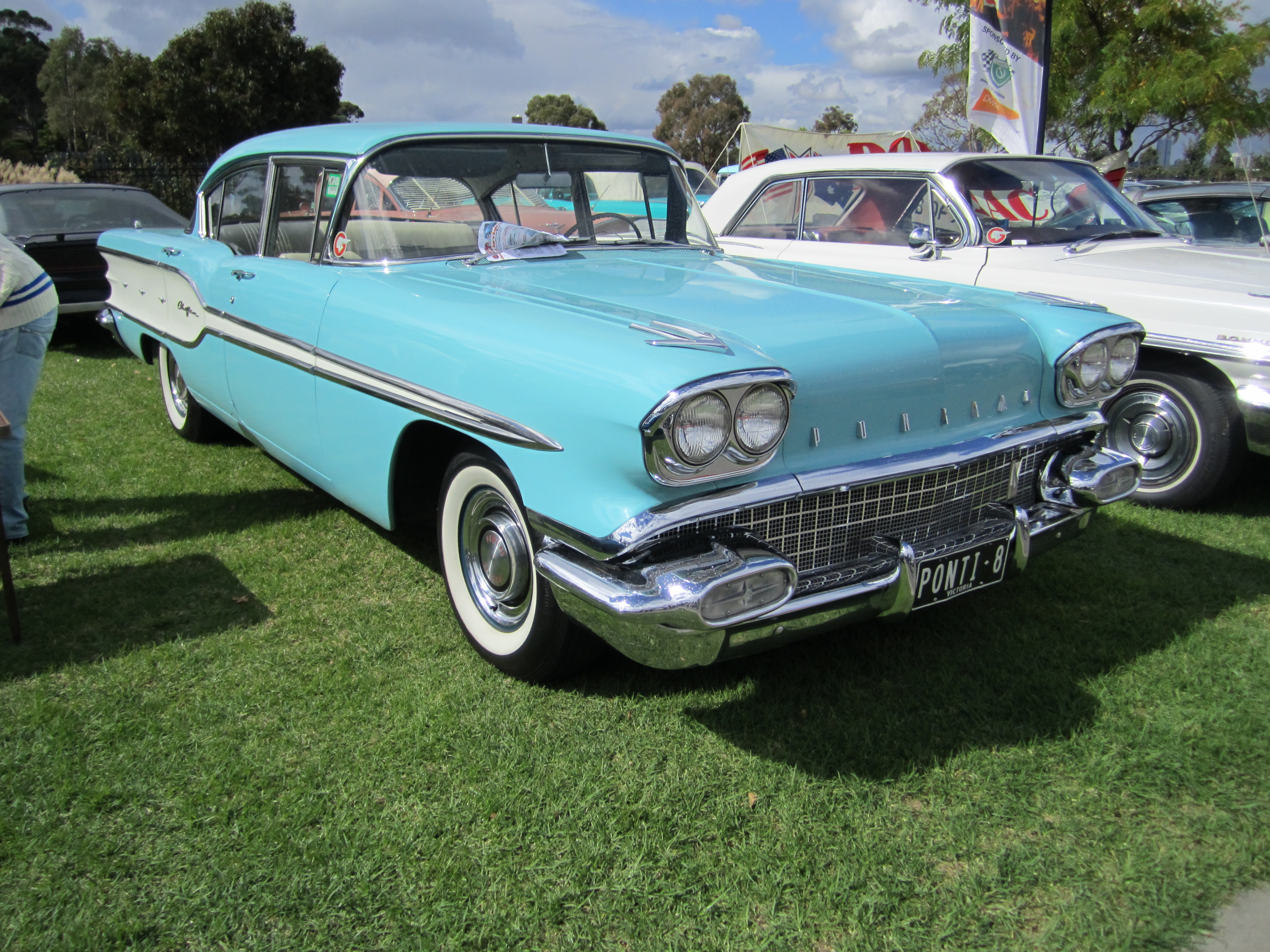
Derde generatie: Pontiac Chieftain vierdeurs sedan uit 1958

Recente modellen:
2000 Sunbird · 
6000 · 
Aztek · 
Bonneville · 
Catalina · 
Fiero · 
Firebird · 
Firefly · 
G3 · 
G4 · 
G5 · 
G6 · 
Grand Am · 
Grand Prix · 
GTO · 
J2000 · 
Laurentian · 
LeMans · 
Matiz · 
Matiz G2 ·
Montana · 
Montana SV6 · 
Parisienne · 
Persuit · 
Phoenix · 
Safari · 
Solstice ·
Sunbird · 
Sunburst · 
Sunfire · 
Sunrunner · 
T1000 · 
Tempest · 
Torrent · 
Trans Am · 
Trans Sport · 
Ventura ·
Vibe · 
Wave
Historische modellen na de Tweede Wereldoorlog:
Acadian · 
Astre · 
Chieftain · 
Custom S · 
Executive · 
Grand Safari · 
Grand Ville · 
Grande Parisienne · 
Pathfinder · 
Silver Streak · 
Star Chief · 
Star Chief Executive · 
Strato Chief · 
Steamliner · 
Super Chief · 
Torpedo
Historische modellen voor de Tweede Wereldoorlog:
Series 6-27 · 
Series 6-28 · 
Series 6-29 Big Six · 
Series 6-30B · 
Series 401
Conceptauto's:
Bonneville Special · 
Club de Mer